# فرناندو غونزاليس
فرناندو غونزاليس (بالإنجليزية: Fernando González) (12 يونيو 1989 بتامبا في الولايات المتحدة - ) هو لاعب كرة قدم أمريكي في مركز الوسط. شارك مع منتخب بورتوريكو تحت 20 سنة لكرة القدم ومنتخب بورتوريكو لكرة القدم. أما مع النوادي، فقد لعب مع أتلانتا سيلفرباكس.

## وصلات خارجية
- فرناندو غونزاليس على موقع قاعدة بيانات كرة القدم.إي يو (الإنجليزية)
- فرناندو غونزاليس على موقع ناشيونال فوتبول تيمز (الإنجليزية)